# Multiuser DOS
Multiuser DOS (Многопользовательская ДОС) — это многопользовательская операционная система реального времени для IBM-совместимых компьютеров.

## История
Эволюция старых операционных систем Concurrent CP/M-86, Concurrent DOS и Concurrent DOS 386, изначально была разработана Digital Research и приобретена и доработана Novell в 1991 году. Происходит от ещё более ранних 8-разрядных операционных систем Digital Research — CP/M и MP/M, а также в 16-разрядных однозадачных — CP/M-86, которые в свою очередь произошли от CP/M.
В 1992 году Novell отказалась от Multiuser DOS. Линейка FlexOS, которая произошла от Concurrent DOS 286 и Concurrent DOS 68K, была продана компании Integrated Systems Inc. (ISI) в июле 1994 года.